# Стёпкин, Василий Фёдорович
Василий Фёдорович Стёпкин (1908, Теребень — 1993, Омск) — советский партийный и государственный деятель, председатель Омского облисполкома (1951—1953), ректор Омского сельскохозяйственного института (1963—1964).

## Биография
Окончил в 1928 году Омский сельскохозяйственный техникум (1928), в 1934 году — Омский сельскохозяйственный институт, по окончании вуза поступил в аспирантуру, и в 1938 году защитил диссертацию, получив степень кандидата сельскохозяйственных наук. С 1938 по 1941 год работал на ассистентом кафедре кормления сельскохозяйственных животных.
В 1939 году вступил в ВКП(б). С 1941 года — на партийной работе, был инструктором сельхозотдела Омского обкома партии, начальником политотдела совхоза «Иконниковский» (Иконниковский район), заместителем заведующего сельхозотдела обкома, заместителем секретаря обкома по животноводству. С 1947 года — первый заместитель председателя Омского облисполкома, в декабре 1951 года назначен председателем Омского облисполкома.
В 1953 году переведён в Москву на должность инструктора ЦК КПСС. В 1955 году направлен в Монголию советником посольства СССР.
В 1957—1958 годы — первый заместитель председателя Совета министров Киргизской ССР, в 1958—1961 годы — второй секретарь ЦК Компартии Киргизии, 1961—1962 годы — секретарь ЦК Компартии Киргизии. В 1963 году работал на должности инспектора Среднеазиатского бюро ЦК КПСС.
В 1963 году вернулся в Омск, где полтора года работал ректором Омского сельскохозяйственного института, после чего переведён на должность секретаря Омского обкома партии, где проработал до выхода на пенсию в 1971 году.
Скончался 18 сентября 1993 года в Омске. Похороненные на Старо-Северном кладбище.

## Награды и звания
Награждён орденом Трудового Красного Знамени и орденом «Знак почёта».